# 塔什库尔干乡
塔什库尔干乡，是中华人民共和国新疆维吾尔自治区喀什地区塔什库尔干塔吉克自治县下辖的一个乡镇级行政单位。

## 行政区划
塔什库尔干乡下辖以下地区：
瓦尔希迭村、托格伦夏村、库孜滚村、萨热吉勒尕村和色日克塔什村。